# José María Reyes Mata
José María Reyes Mata, médico y político hondureño, fue uno de los principales líderes de la izquierda hondureña que se alzó en armas en la década de los años 80, y, sin duda, el de mayor proyección internacional.
En abril de 1979 fue elegido Secretario General del Partido Revolucionario de los Trabajadores Centroamericanos (PRTC), un partido regional centroamericano que contó con expresiones político-militares nacionales especialmente en El Salvador y en Honduras, y en menor medida en Guatemala, y bases logísticas en los demás países de Centroamérica. Posteriormente, dentro del proceso de constitución del FMLN de El Salvador (Frente "Farabundo Martí" para la Liberación Nacional), se le condiciona su ingreso al mismo (del que llegaría a ser una de las cinco organizaciones miembros junto con el PCS, las FPL "Farabundo Martí", el ERP, y la RN) a que deje de ser una organización político-militar regional y que su expresión salvadoreña se constituya en una organización revolucionaria nacional, por lo que se constituye el Partido Revolucionario de los Trabajadores Centroamericanistas de El Salvador, PRTC-ES, que sin embargo siguió siendo conocido popularmente simplemente como PRTC. 
La asamblea correspondiente, de la nueva expresión revolucionaria salvadoreña, le ofrece el liderazgo en esa nueva organización (con lo que hubiera sido uno de los cinco comandantes fundadores del FMLN), pero él declina el ofrecimiento y prefiere liderar la constitución de la nueva organización homóloga hondureña, el Partido Revolucionario de los Trabajadores Centroamericanistas de Honduras, PRTC-H. 
En 1983 fue elegido Comandante de las Fuerzas Armadas del Pueblo (FAP), ejército guerrillero rural y urbano de este mismo partido. Bajo el seudónimo de Comandante Pablo Mendoza dirigió una columna guerrillera rural de esas mismas FAP, compuesta de alrededor de un centenar de hondureños, un estadounidense-hondureño y un estadounidense de origen nicaragüense, que se internó desde Nicaragua hacia Honduras con la misión de constituir bases guerrilleras rurales desde las cuales apoyar en el futuro, procesos insurreccionales urbanos, siguiendo la estrategia guevarista-vietnamita de “crear nuevos Vietnam” y lograr así la toma del poder e iniciar una revolución popular.

## Desaparecido
Después de ser encontrado extenuado y sin municiones, luego de semanas de combates y persecución con fuerzas aerotransportadas que se relevaban cada pocas horas, tras un cerco estratégico de más de cinco mil hombres de fuerzas conjuntas de Estados Unidos, Honduras y de la "Contra" nicaragüense en el contexto de las maniobras militares de Estados Unidos en Honduras, denominadas "Ahuas Tara" (en mískitu; "Pino Grande" en español; "Big Pine" en inglés), es capturado, torturado, asesinado y desaparecido el 16 de septiembre de 1983 [cita requerida] junto al sacerdote jesuita norteamericano James Francis Carney, más conocido como Padre Guadalupe, capellán de la columna, más otras más de 50 personas, por las fuerzas militares conjuntas en la denominada "Operación Patuca" a cargo del General Gustavo Álvarez Martínez, quien en colaboración con fuerzas militares y de inteligencia norteamericanas, estaban al mando del Batallón 3-16, "la unidad militar hondureña a quien se le atribuye la mayor responsabilidad por las violaciones a los derechos humanos en la década de los ochenta"  (cf. Leo Valladares Lanza, "En Búsqueda de la Verdad que se nos Oculta"), creada para reprimir al movimiento popular y la izquierda que terminará alzándose en amas, incluyendo la incursión guerrillera en la región montañosa de Piedras Azules a orillas del río Patuca, en el Departamento de Olancho, Honduras. 
"Honduras Laboral" declara que la fecha en la que fueron desaparecidos fue el 20 de septiembre de 1983 en el departamento de Olancho, en el oriente de Honduras.
Documentos de la Agencia de Inteligencia de Defensa del Pentágono (conocida como DIA por sus siglas en inglés) desclasificados en 2012, obtenidos por el sacerdote jesuita J. Mulligan en marzo de ese año, y difundidos en septiembre de 2013, indican que fue ejecutado, tras asumir una valerosa conducta en la que exigió ser tratado como prisionero de guerra. Los periódicos de la época publicaron fotos de su cadáver, pero su cuerpo jamás fue entregado a sus familiares, por lo que permanece en las estadísticas como desaparecido.

## Biografía
José María Reyes Mata,  nació en un pequeño poblado de la campiña hondureña, en San Francisco de Yojoa, departamento de Cortés, cerca del hermoso Lago de Yojoa, el 5 de octubre de 1943, en el seno de una familia de escasos recursos económicos. Sus padres, el señor Marcelino Reyes Maldonado (en esa época obrero de la construcción en proyectos carreteros) y la señora Mercedes Gómez Mata (una ama de casa muy industriosa que fabricaba golosinas y otros alimentos que enviaba a vender) eran de origen campesino, él del sur y ella de occidente, no habían pasado de la educación primaria (él completa y ella sólo los dos primeros grados), como mucha de la población hondureña de esa época. Ambos de espíritu noble y generoso, inculcaron en sus hijos el amor al prójimo, el valor de las letras y la pasión para luchar por sus convicciones. 
Chema (diminutivo de José María) era el mayor de siete hermanos, nació débil producto de una enfermedad infecciosa congénita que casi le cuesta la vista, situación agravada al extremo por el error de procedimiento de la "comadrona" (mujer sin estudios formales que hace las veces de partera a partir de su simple experiencia de atención de partos) al cortar de raíz el cordón umbilical lacerando su estómago y dejándolo en riesgo vital durante meses. 
Desde su infancia temprana conoció la dureza del familiarmente necesario trabajo infantil callejero, pero supo rescatar el valor de la labor ardua y eficiente. Comprendió desde muy pequeño que la educación era la brecha entre ricos y pobres, reflexión que sumada a la dureza de sus vivencias ayudó a templar su carácter y su espíritu,  encaminándolo inexorablemente hacia la lucha revolucionaria.
Estudiante de magisterio en la Escuela Normal Rural de Varones de "El Edén" (hoy Escuela Normal Mixta "Centroamérica"), aldea de Palo Pintado, municipio de Comayagua y departamento de Comayagua, fue proclamado líder unánime del estudiantado en una huelga que obligó al gobierno a negociar por reivindicaciones sociales[cita requerida]. Fue de los fundadores del Movimiento Francisco Morazán y firmante de la Declaración de Mucuruba. Se graduó de maestro y por sus extraordinarias calificaciones pasó rápidamente a ser Subdirector de la escuela "Pedro P. Amaya" de la ciudad de El Progreso.
Su carácter fuerte unido a su madurez precoz y su sentir revolucionario, características de su juventud temprana, lo llevaron a colaborar junto a las FAR de Guatemala hasta que se produce la división de esta organización.
Después estudió medicina en Cuba (desde 1962) y al graduarse su expediente destacó entre los tres mejores de su promoción. En la ciudad de La Habana se casó por primera vez con una joven cubana llamada Esperanza, con quien tuvo a sus primeros hijos, Mayda y José Reyes. Su padre, Don Marce, como le conocían sus vecinos, es despedido de la compañía bananera en la que trabajó, en distintos "campos" (plantaciones), por más de quince años, al conocerse que Chema estudiaba becado en Cuba. Su familia entonces tuvo que migrar a El Progreso, con lo que su padre, que había llegado a ser "jefe de comisariato", y su esposa Doña Mercedes, tuvieron que empezar nuevamente "desde cero", económicamente hablando, aunque ya con sus siete hijos.
En 1968 Chema desapareció y reaparece en el altiplano boliviano, formando parte de la legendaria expedición internacionalista del "Che" (Ernesto Che Guevara). Es el único centroamericano que se integra a la misma, y ya en el segundo grupo de la guerrilla del Ejército de Liberación Nacional (ELN), donde combate junto a Pombo, Benigno e Inti Peredo; burla los cercos militares abriéndose paso junto al compañero chileno militante socialista Elmo Catalán. Finalmente, cae prisionero en manos del Coronel Quintanilla, y es llevado a la ciudad capital de La Paz, donde es encarcelado y torturado, dándosele por muerto. 
Pasan once meses antes de lograr salir de la cárcel. La convulsa Bolivia lo ve resurgir. Dirige la toma del Panóptico Central de la Plaza de San Pedro, en plena capital boliviana, donde toma de rehén al coronel Burgo y libera a 17 presos políticos. Luego, al cambiar las condiciones y originarse el repliegue momentáneo de la lucha, desde Santa Cruz de la Sierra, en el oriente boliviano, organiza la "pequeña gran marcha" por la Cordillera de los Andes hacia Arica (Chile), dejando a su paso por Bolivia dos pequeños hijos, Paola y Camilo Reyes, a quienes procreó con su compañera Ruth Argandoña, boliviana exmiembro del equipo de apoyo de Camilo Torres, el famoso cura guerrillero del ELN de Colombia.
Incansable, en Chile participó en la organización del Frente Revolucionario Antiimperialista que buscaba lograr la unidad con los revolucionarios bolivianos, al mismo tiempo y ante la creciente lucha de clases en Chile, participa en el Cordón Industrial Macul (uno de los consejos territoriales obreros fabriles que se habían formado), impartiendo conocimientos entre el proletariado chileno que pudieran ser útiles en caso de necesitarse la defensa armada de su revolución pacífica.
Bajo el gobierno popular de Salvador Allende revalidó su título de médico para colaborar militantemente con el proyecto de llevar salud a todo Chile. Es aquí donde conoce a su nueva y tercera compañera de vida y lucha, Blanca Teresa González Iturriaga, con quien llegaría a tener cuatro hijos: Chemy, Mayté, José María y Teresa. El Golpe Militar de 1973 lo obligó a refugiarse junto a ella y su hija mayor recién nacida en la embajada de Honduras y aprovechando la etapa reformista que vivía por ese entonces su país, su familia logra recibir asilo político.
De regreso en Centroamérica comprende que el vértice de la Revolución Latinoamericana se está desplazando hacia esta zona. Se incorporó enérgicamente a la lucha de las masas como un militante más. Elegido delegado de la Federación Sindical de Trabajadores del Norte de Honduras (FESITRANH), fue encarcelado varias veces.
Su vocación centroamericanista y su adscripción al pensamiento bolivariano, que propugnaba por la unificación de América Latina, lo llevó a ser miembro fundador del PRTC, que en su origen era una organización regional para coordinar los esfuerzos de toda la zona centroamericana en una sola estrategia, un solo proyecto, y luchaba por reunificar a los pueblos centroamericanos en una sola nación, convencido de que en la unidad estaba la fuerza y en ella la herramienta vital para superar la pobreza. En el Segundo Congreso de esta organización fue elegido Secretario General y Jefe Político Militar. Participó en acciones guerrilleras en El Salvador hasta finales de 1980.
Al momento de su muerte era Secretario General del PRTC de Honduras (PRTC-H), Comandante de las Fuerzas Armadas del Pueblo (FAP) del mismo, y uno de los cinco miembros de la Dirección Nacional para la Unidad del Movimiento Revolucionario Hondureño (DNU), instancia unitaria integrada por las organizaciones revolucionarias hondureñas PCH, PRTC-H, MPL "Cinchonero", FPR "Lorenzo Zelaya" y FMLH. 
Los que lo conocieron le han descrito como un hombre emprendedor, optimista, resuelto y audaz; con extrema confianza en el género humano, generoso, de trato franco y directo.
El Diario Barricada, en su edición del día lunes 3 de octubre de 1983, publicó en sus páginas: "Mientras el régimen anuncia en sus periódicos que el Doctor Reyes Mata ha muerto, el Comandante Pablo Mendoza sigue caminando en las montañas de Olancho junto a su pueblo en armas. Cayó para erguirse para siempre en el corazón del pueblo hondureño".